# Корније (Горња Савоја)
Корније (фр. Cornier) насеље је и општина у источној Француској у региону Рона-Алпи, у департману Горња Савоја која припада префектури Бонвил.
По подацима из 2011. године у општини је живело 1195 становника, а густина насељености је износила 176,25 становника/km². Општина се простире на површини од 6,78 km². Налази се на средњој надморској висини од 506 метара (максималној 912 m, а минималној 453 m).

## Демографија
| 1962. | 1968. | 1975. | 1982. | 1990. | 1999. | 2011. |
| ----- | ----- | ----- | ----- | ----- | ----- | ----- |
| 518   | 522   | 573   | 616   | 763   | 936   | 1.195 |

График промене броја становника у току последњих година